# Привремена влада (Русија)
Привремена влада (рус. Временное правительство России) била је највиши законодавни и извршни орган у Русији између Фебруарске и Октобарске револуције.

## Историјат сазива Владе
- Прва влада Георгија Лавова
- Друга влада Георгија Лавова
- Прва влада Александра Керенског
- Друга влада Александра Керенског

## Хронологија
Хронолошка шема главних догађаја Фебруарске Револуције изгледа овако: 1. Прва влада кнеза Љвова, од 2. марта до 2. маја; чисто грађанска са једним социјалистом (Керјенским), коалиција кадета и умеренијих елемената. II. Друга влада кнеза Љвова, или продужење Прве Владе, али без Гучкова (министар војни) и Миљукова (министар спољњих послова); у њу улазе два социјал-демократа, један народни социјалист и социјални револуционар Чернов (вођ странке и њен главни идеолог), т.зв. »сељачки министар«, који преузима министарство пољопривреде. Ова влада грађанско-социјалистичке коалиције траје од 2. маја до 2. јула, када избија прва акутна криза, услед проглашења аутономије Украјине од стране већине владе, те кабинет Љвова одступа. После угушења бољшевичке буне у Петрограду и дугих и мучних преговора образује се: III. Друга коалициона влада или прва влада Керенског, састављена у главном од кадета и социјалиста, која траје до 28. августа; онда у вези са покретом генерала Корњилова избија дуга криза, и након још дужих и тежих преговора и одуговлачења долази до IV. Треће коалиционе владе, или друге владе Керјенскога, која је трајала до 25. октобра када су је оборили бољшевици (»Октобарска Револуција«).